# Maquerunt
Maquerunt (grec antic: Μαχαιρούς; àrab: قلعة مكاور, qalʿat Makāwir, o قلعة مشانيق, qalʿat Maxānīq) és el nom d'una antiga fortalesa ubicada en el cim d'un turó a l'antiga Perea, a l'actual Jordània. Situada en les muntanyes de Moab, a l'est de la mar Morta i a uns 25 km al sud-est de la desembocadura del riu Jordà. Segons Flavi Josep, aquí tingué lloc l'encarcerament i posterior execució de Joan Baptista.

## Història
Esmentada per Flavi Josep amb relació a Alexandre de Judea, fill d'Hircà I, que la va fortificar vers el 90 aC. Aristobul, quan es va escapar de Roma, també la va voler fortificar, però fou presa després d'un setge de dos dies per Gabini, el procònsol de Síria, al qual es va haver de rendir, i la fortalesa fou desmantellada (57 aC).
La ciutat era a la frontera entre els dominis d'Herodes el Gran i els d'Aretes, rei dels nabateus (el seu sogre), al qual pertanyia vers el 40 aC, però probablement en aquesta data o poc després fou reconstruïda per Herodes. La filla d'Aretes, dona d'Herodes Antipas, quan va sospitar de l'enamorament del rei envers Heròdies (la dona d'Herodes Filip), va fugir a aquesta fortalesa, d'on va passar a Petra, la capital del seu pare. Flavi Josep diu que sant Joan Baptista va defensar els drets de la reina nabatea i Herodes el va fer matar a Maquerunt.
Després de ser governada per Herodes Antipas (fins a l'any 39), va pertànyer a Herodes I Agripa, fins al 44, quan va passar a Roma.
En la revolta jueva, després de la caiguda de Jerusalem l'any 70, Maquerunt va resistir l'atac de Lucili Bas, que va rendir la ciutat després d'agafar un jove notable del poble (Eleazar) i obligar els soldats a rendir-se a canvi de la seva vida i de la sortida sans i estalvis, però en sortir els 1.700 habitants mascles foren massacrats l'any 72 i la ciutat fou destruïda.
Les seves restes s'anomenen en àrab Qalat el-Mishnaqa i són al costat d'un llogaret anomenat Meqawer. El lloc fou explorat per primer cop per l'alemany Ulrich Seetzen el 1807, i excavat a partir de 1968 per Jerry Vardaman, del Southern Baptist Theological Seminary de Louisville (Kentucky); el 1973, fou estudiat per l'alemany August Strobel i el 1978-1981 hi van fer excavacions Virgilio Corbo, Stanislao Loffreda i Michele Piccirillo, de l'Institut bíblic franciscà de Jerusalem.

## Descripció

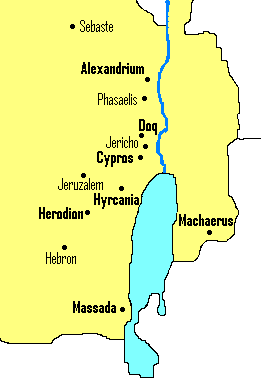
Fortaleses jueves del segle I

Flavi Josep proporciona una detallada descripció de la fortalesa, situada en un extrem del cim, que s'eleva uns 1.100 metres sobre el nivell de la mar Morta. Aquest turó es troba rodejat en tots els seus flancs per dos profunds uadis (Heidan-Mujib al sud i Zerqa Ma'in al nord, a on s'ubiquen les aigües termals de Baara), que formen una defensa natural excepcional. Cap a l'oest, trobem la plana costera oriental de la mar Morta, amb una amplada d'uns 11 km, mentre que a l'est la muntanya cau abruptament formant cingles de fins a 50 metres d'altura.
Herodes I el Gran considerà que la fortalesa ocupava un important lloc estratègic per la seva posició a prop d'Aràbia, per la qual cosa n'augmentà les defenses construint un fort murallat de 100 metres de longitud i 60 d'amplada, amb quatre torres en els vèrtexs de 27 metres d'alçada, així com un palau dins de l'àrea emmurallada. També va fer construir nombroses cisternes per emmagatzemar l'aigua de la pluja, així com dipòsits d'armes i d'aliments, com també va fer a Masada. La fortalesa fou molt apreciada per Herodes, per l'existència de fonts properes, tant d'aigua freda com d'aigües termals (les aigües de Cal·lírroe), perquè li permetien alleujar els dolors renals i la gangrena de Fournier que podria haver patit al final dels seus dies, segons les interpretacions mèdiques actuals.